# Acantholycosa norvegica
Acantholycosa norvegica – gatunek pająka z rodziny pogońcowatych i podrodziny Pardosinae. Zamieszkuje palearktyczną Eurazję.

## Taksonomia
Gatunek ten opisany został po raz pierwszy w 1872 roku przez Tamerlana Thorella pod nazwą Lycosa norvegica. Z kolei w 1875 roku Ludwig Carl Christian Koch opisał Lycosa sudetica. W 1908 roku wyznaczony on został przez Friedricha Dahla gatunkiem typowym nowego rodzaju Acantholycosa. W 1936 roku Dimitrij Charitonow umieścił w rodzaju Acantholycosa również gatunek opisany przez Thorella. W 1963 roku Jan Buchar obniżył taksonowi opisanemu przez Kocha rangę do podgatunku w obrębie A. norvegica. Ze względu na znaczną zmienność morfologiczną omawianego gatunku zasadność wyróżniania podgatunku bywa jednak kwestionowana.

## Morfologia
Samce osiągają od 6 do 7,7 mm, a samice od 7,2 do 9 mm długości ciała. Karapaks jest ciemnobrązowy do prawie czarnego. Barwa szczękoczułków jest brązowa. Sternum jest ciemnobrązowe lub czarne. Odnóża są długie, brązowe do ciemnobrązowych z nakrapianiem lub obrączkowaniem. W przeciwieństwie do pogońca cętkonogiego golenie pary pierwszej i drugiej mają pięć par kolców na stronie brzusznej, a nie cztery. Z kolei brak szczególnie długich szczecinek na grzbietowej stronie stóp pierwszej pary różni omawiany gatunek od A. pedestris. Opistosoma (odwłok) ma wierzch niemal czarny z szerokim, jaśniejszym, czarno obwiedzionym znakiem lancetowatym na przedzie i jaśniejszą przepaską wzdłuż środka oraz żółtawym i białawym owłosieniem.
Nogogłaszczki samca mają pojedynczy pazurek na szczycie cymbium, apofizę tegularną o dosiebnie zwróconym wierzchołku, tegulum z przednio-boczną wypustką, apofizę terminalną o dziobowatym szczycie i ząbkowatych guzkach, błoniasty, podłużny i zwężający się odsiebnie konduktor oraz długi embolus.
Genitalia samicy mają płytkę płciową o przedsionku z silnie rozszerzonym przodem i wąskim przedłużeniem tylnym, niewyraźnej w części przedniej listewce przegrody oraz szerokiej, poprzecznej kieszonce przedniej, wulwę zaś o długich, rurkowatych zbiornikach nasiennych.

## Ekologia i występowanie
Pająk o rozsiedleniu borealno-górskim. Bytuje wśród rumowisk skalnych, zwłaszcza powyżej górnej granicy lasu, ale na północy zasięgu także w rosnących na kamienistym podłożu zadrzewieniach brzozowych z porostami. Aktywne osobniki dorosłe obserwuje się od czerwca do końca września. Zapłodniona samica konstruuje niebieskawy lub niebieskawozielony kokon zawierający od 60 do 100 jaj. Czasem wydaje na świat jeszcze drugi miot w kokonie liczącym około 20 jaj.
Gatunek palearktyczny. Podgatunek nominatywny znany jest z Norwegii, Szwecji, Finlandii, europejskiej, syberyjskiej i dalekowschodniej części Rosji oraz Kazachstanu. Podgatunek A. n. sudetica podawany jest z Francji, Niemiec, Szwajcarii, Austrii, Włoch, Polski, Czech, Słowacji i Rumunii. Występuje tam w Wogezach, Alpach, Sudetach i Karpatach. W Polsce obecny jest wyłącznie w Sudetach. Na „Czerwonej liście zwierząt ginących i zagrożonych w Polsce” umieszczony został jako gatunek zagrożony (EN).